# Московский офис «Аум синрикё»
Московское отделение «Аум синрикё» (яп. オウム真理教モスクワ支部) — бывшее заграничное отделение секты Аум синрикё, открытое в Москве в сентябре 1992. С сентября 1993 и до самого закрытия его возглавлял Фумихиро Дзёю, а его заместителем оставался Оти Тосиясу.

## История
После распада СССР секта значительно укрупнила свои ряды за счёт привлечения в себя жителей России — секта возросла за счёт Москвы на 35 тысяч членов, больше чем во всей Японии.
Помимо России секта имела присутствие в США, ФРГ, на Шри-Ланке, но именно московский офис мог похвастаться самым большим членством в своих рядах и занимался своеобразной деятельностью культа, вещая собственную радиостанцию и налаживая связи с крупными российскими политиками (Олег Лобов, Александр Руцкой, Руслан Хасбулатов). 15 марта 1995 по иску «Комитета по спасению молодёжи от тоталитарных сект» Останкинский районный суд принял решение об аресте имущества секты, 23 марта был вынесен запрет на деятельность, 18 апреля отделение было ликвидировано. Однако, лишь в сентябре 1999 года Московский городской суд отменил частное определение Останкинского суда, согласно которому все эти годы деньги, вырученные от продажи изъятого у секты имущества продолжали оставаться на его счету. За четыре года сумма выросла до 2,435 млн руб. Хаякава Киёхидэ, с 17 по 22 марта также находившийся в России, попал под санкцию прокурора.
21 июля 1995 года было проведено задержание 34-летнего Тосиясу Оути, входившего в состав так называемого «министерства России „Аум синрикё“» и возглавлявшего в течение последних месяцев московский филиал секты. Вместе с ним правоохранительными органами в феврале и марте 1997 года на границе с Финляндией были задержаны ещё два руководителя российского отделения Аум — Рио Андо и Кэйдзи Танимура. Всем троим Генеральной прокуратурой России было предъявлено обвинение в создании объединений, посягающих на личность и права граждан, а также в причинении ущерба путём обмана. Судебный процесс против них не состоялся, поскольку подозреваемые были отпущены под подписку о невыезде и поручительства. Позднее дело прекращено, поскольку после полутора с лишним лет опросов нескольких сотен свидетелей и нескольких десятков потерпевших, проведений психологических, социальных и психиатрических экспертиз, следователи пришли к выводу, что из-за изменения обстановки руководители российского отделения «Аум синрикё» уже не представляют общественной опасности.
Из материалов следствия известно, что в Вене и на Бали член секты москвич Сигачёв, тяжело переживавший арест Асахары, смог получить от оставшихся на свободе японских членов Аум синрикё $30 тыс. и 9 млн иен якобы на закупку и распространение религиозной литературы. Впоследствии стало известно, что японцы, узнав о готовящейся операции, пытались отговорить Сигачёва и его сообщников. Весь запас оружия был спрятан в две боксёрские груши и отправлен с Ярославского вокзала через проводника багажного отделения почтового вагона во Владивосток. 2 марта 2000 года Сигачёв по туристической путёвке уехал в Японию, где в течение двух недель намечал места проведения террористических актов. В качестве таковых были выбраны станции метро, парк отдыха, торговые центры в Токио, а также 15-этажный коммерческий центр в городе Аомори. План предстоящего преступления заключался в нелегальном проникновении на арендованном катере в Японию с целью закладки взрывчатки в намеченных местах и последующим требованием к японскому правительству освободить Сёко Асахару и выплатить $10 млн. 22 июня 2000 года Сигачёв повторно посетил Японию с целью уточнить порядок проведения предстоящей операции, но через три дня вернулся, поскольку решил, что находится под наблюдением японской полиции.
1 июля 2000 года во Владивостоке сотрудниками ФСБ были задержаны глава российской ячейки Дмитрий Сигачёв и её члены Борис Тупейко, Дмитрий Воронов и Александр Шевченко. Согласно оперативным данным, сектанты собирались провести в Японии ряд террористических актов с целью освободить Асахару. Его предполагалось спрятать в одной из нескольких купленных для этого квартир в посёлке Славянка в Приморском крае . В ходе обысков в квартирах и гараже задержанных были найдены 4 пистолета ТТ, автомат Калашникова, боеприпасы к ним, а также самодельные взрывные устройства в виде тротиловых и гексогеновых шашек, и фотографии людных мест городов Токио, Саппоро и Аомори. Со ссылкой на данные портала Страна.ру, газета Коммерсантъ отмечает, что найденной взрывчатки хватило бы, при самых скромных подсчётах, на 12 мощных взрывов в указанных трёх японских городах. Также было обнаружено неотправленное письмо японскому премьер-министру, в котором выдвигалось требование освободить Сёко Асахару, с угрозой, что «наша боевая группа, расположенная на территории Японии, приступит к планомерному уничтожению населения: женщин, мужчин, детей и стариков».
В январе 2002 года члены террористической группы были приговорены к различным срокам (Дмитрий Сигачёв приговорён к 8 годам лишения свободы, Борис Тупейко — к 6,5, а Дмитрий Воронов — к 4,5 годам лишения свободы) отбывания наказания в колониях строгого режима с конфискацией имущества. Сигачёв также был приговорён к выплате штрафа в размере 100 МРОТ. Александр Шевченко был приговорён к 3 годам условно с отсрочкой исполнения приговора на 2,5 года. Алексей Юрчук был признан невменяемым, ему назначено принудительное лечение в психиатрической больнице.
17 мая 2000 года патриарх РПЦ Алексий II во время визита в Токио раскритиковал Аум синрикё и её московское отделение за втягивание людей в попытках заполнить вакуум в их душах.

## Вербовочные пункты
- Российско-японский университет
- Алексеевская (станция метро, Москва)
- Речной вокзал
- Олимпийский (спортивный комплекс, Москва)
- Серп и Молот (платформа)
- Бауманская (станция метро)

## За пределами Москвы
- Казань
- Владикавказ
- Челябинск
- Миасс
- Владивосток